# Kun András
Kun András (Nyírbátor, 1911. november 8. – Budapest, 1945. szeptember 19.) kiugrott minorita szerzetes, aki a nyilasterror idején pártszolgálatosként részt vett számos zsidó megkínzásában és kivégzésében, valamint egyéb bűnök elkövetésében, többek között 27 rendbeli rablógyilkosságban. Nincsenek információk arra vonatkozóan, hogy pappá szentelték volna, de önmagát mindvégig áldozópapnak mondta.

## Ifjúkora
Kun András, későbbi hírhedt nevén „Kun páter” 1944 előtti életéről keveset tudni. Rómában a ferences rend támogatásával bölcsészetet és teológiát tanult. Már ott lenyűgözte a fasiszta állam rendje és hatékonysága. A teológiai akadémia után Kézdivásárhelyen lett szerzetes. 1943-ban Budapestre költözött. Arról, hogy önként hagyta ott a rendet, vagy szélsőségessé váló nézetei miatt kizárták, nincs pontos információ.

## A német megszállás alatti tettei
1944 márciusában a német megszállás után személyesen találkozott Szálasival. Miután megtudta, hogy a tervek között szerepel az egyházi birtokok kisajátítása és a papi nőtlenség beszüntetése, belépett a Nyilaskeresztes Pártba.
Szülei, id. Kun Károly és Vasas Mária a harmincas években Nyírbátorból Budapestre költöztek, a Váci út 16. alatt voltak házmesterek. Miután 1944 augusztusában bombatalálat érte a házukat, Kun elintézte, hogy a Városmajor utca 33-ban nekik és saját magának kiutaljanak egy háromszobás, összkomfortos, teljesen berendezett „zsidólakást”, melynek tulajdonosait 1944. júniustól úgynevezett csillagos házakba kényszerítették. Ettől fogva míg lehetett, ott lakott, működésének első számú színtere is a Városmajor lett. Szülei kibombázása, a számukra kiutalt zsidólakás jóléte csak tovább fűtötte zsidóellenességét és tettvágyát.
Októberben aktívan részt vett a nyilas hatalomátvétel kivitelezésében, a fegyverek szétosztását végezte a Pasaréti út 10. alatti raktárból, ahol a németek már korábban fegyvereket halmoztak fel a nyilas hatalomátvétel esetére, amely után Kun a XII. kerületi nyilasszervezet egyik vezetője lett.
Aktívan politizált, a kormánytól tisztséget is kapott, a Belügyminisztérium propagandaosztályának lett a vezetője. Ezen minőségében a Magyar Rádióban és a Szent István-bazilikában is mondott a végsőkig való kitartásra buzdító beszédeket. A városmajori templomban rendszeresen prédikált és nyilas érzelmű párokat esketett. Bár már nem volt szerzetes, propagandacélból papi reverendában, de nyilas karszalaggal, derekán Parabellum pisztollyal tevékenykedett a nyilas Fegyveres Nemzetszolgálat keretén belül mint parancsnok.
Önvallomása szerint eleinte irtózott az erőszaktól, de a pártházban az egyik vallatottnak adott első pofon után napok alatt süllyedt bele a féktelen erőszakba. Túlélők visszaemlékezése szerint a „Krisztus szent nevében lőjetek” paranccsal vezényelt tüzet áldozataira.
Novemberben a Városmajor utca 37. szám alatti nyilasházban, decemberben az Andrássy út 47-ben volt a székhelye. Budapest körülzárásakor nem menekült el, Pest elfoglalása után visszavonult Budára, ahol a Németvölgyi út 5. alatti villában, az akkori kerületi nyilasparancsnokságon ütött tanyát.
November ötödikén személyes vezetésével megrohanták a Szent Katalin leánynevelő intézet épületében működő hadijellegű varróüzemet, majd a zsidó munkásnőket azonnal útnak akarták indítani a gyűjtőhelyekre. Az akciót a Nunciatúra nyomására kiérkező hadügyminisztériumi tiszt állította le, hadiérdekekre hivatkozva.
1944. november 20-án embereivel megrohanta az Alma utcai ortodox zsidó szeretetházat, ám az akciót a rendőrség és a Nemzetközi Vöröskereszt ekkor még megakadályozta. Ezután a jobb egészségi állapotban lévő idősek elmenekültek.
December másodikán ismét visszatértek a Szent Katalin ház varróüzemébe. Akciójukat paradox módon a szomszéd házban tartózkodó német alakulat tartotta vissza addig, míg a nők többsége azok kertjén keresztül el tudott menekülni. Végül 13 nőt lágerbe küldtek, közülük egy tért haza élve.

## A nyilasterror alatti tettei
A szovjet előrenyomulás miatt december 11-én a Szálasi-kormány a nyugati országrészbe menekült. A szovjet hadsereg napról-napra és házról-házra nyomult előre a háború egyik legpusztítóbb ostroma során, miközben a vezetés nélkül maradt városban a minden törvényességet nélkülöző anarchia és féktelen erőszak bontakozott ki. Ennek a két hónapos időszaknak az egyik legrettegettebb figurája volt Kun páter.
Az ő szervezésével 1944 szilveszterén megtámadták a mai Kertész utcában álló védett házat. Január 10-én éjjel a Liszt Ferenc téren személyesen adta ki a „Krisztus szent nevében lőjetek” parancsot Ligeti Ernő, zsidó származású erdélyi író és családja agyonlövésére. A családot egy Pozsonyi úti védett házból hurcolták el az Andrássy út 60-ba, ahol még kisfiát is megkínozták, majd a páter vezetésével éjfélkor vitték ki mindnyájukat a térre. A mészárlást egyedül a gyermek élte túl, miután egy magyar katonai járőr súlyosan megsebesülve kórházba vitte Kunék távozása után.
Január 12-én a Chevra Kadisa kórházának (Budai Izraelita Szentegylet Gyógyintézet) 92 betegét lőtték le a Maros utca 16. szám alatt. A kórház vöröskeresztes védlevéllel működött, az orvosok menekülőket is bújtattak. Január 14-én parancsára a Városmajor utca 64-66. alatti Bíró Dániel gyógyintézetet rohanták le. 130 betegét és 24 ápolóját, orvosát végezték ki. A járóképeseket öt-hatfős csoportokban az udvaron lőtték agyon, a betegekkel az ágyukon végeztek, majd az épületet teljesen kirabolták. Másnap újra visszatértek és további kivégzéseket hajtottak végre, majd 17-én az épületet a holttestekkel együtt felgyújtották.
Január 19-én visszatértek a novemberben egyszer már megtámadott Alma utcai szeretetházba, majd az ott talált mintegy 90 öreget a Szamos utcában agyonlőtték, a holttestek egy részét egy bombatölcsérbe hányták.
Már novembertől kezdődően a békésen összegyűjtött zsidókat személyes vezetésével fosztották ki a városmajori és Németvölgyi úti nyilasházakban, majd decemberben és januárban a gyűjtőhelyre kísérés helyett mintegy ötszázukat a Dunába lőttek a Lánchíd mellett. A bujkáló vagy erőszakkal elfogott zsidókat, katonaszökevényeket a két nyilasházban többnyire meg is kínozták, a kivégzés módja sokszor az agyonverés volt.
Kihasználva a zűrzavaros helyzetet, nemcsak zsidók vallatásában, kínzásában és kivégzésében vett részt, de társaival együtt fosztogatott, rabolt és gyilkolt is. Szokásává vált, hogy jómódúnak tűnő embereket mondvacsinált ürüggyel elfogatott, kirabolt, majd agyonlövetett. December végén elfogatta, megkínozta és kirabolta Svájc budapesti ügyvivőjét, valamint a svéd nagykövetség irodáját. Mindkét helyről magyar alkalmazottakat vitetett el és lövetett agyon. Szökött katonákat és zsidókat bújtatókat is kivégeztetett. A letartóztatása előtti utolsó napjaiban még egy Bors utcai ház második emeletéről dobatott le az utcára embereket, köztük egy szökött őrmestert.

## Felelősségre vonása
A nem-zsidó személyek, rendőrök, katonatisztek, külföldiek elleni bűntetteit végül még a nyilas hatóságok is megelégelték, január huszadika környékén rendőrjárőrt vezényeltek az elfogására a Németvölgyi útra. Kun elfogatta, véresre verette, majd visszaküldte a rendőröket. Ezután tíz rendőrt vezényeltek ellene, de Kun ezeket is elfogatta, parancsnokukat véresre verette és a pincébe záratta. Végül hatvan rendőr zárta körül a villát, majd ultimátumot intéztek a bentiekhez: ha nem adják ki Kunt és néhány társát tíz percen belül, gépfegyveres támadást indítanak a villa elfoglalására. A bentiek teljesítették az ultimátum feltételét és kiadták őket, ezzel Kun három hónapos ámokfutása véget ért.
27 rendbeli rablógyilkosságért a nyilas Nemzeti Számonkérő Szék nevében halálra ítélték, de a bűntettek között a tömegmészárlások számonkérése nem szerepelt. Szálasi Ferenc az ítéletet rádióüzenetben 15 évi fegyházra változtatta, 20 napot töltött börtönben. Kiszabadulásának egyik verziója szerint Vajna Ernő, a nyilaspárt budapesti megbízottja megkegyelmezett neki azzal a feltétellel, hogy frontszolgálatot vállal, ám elengedése után a frontszolgálat helyett elrejtőzött, másik verzió szerint a bevonuló szovjet csapatok engedték el, a többi fogolyhoz  hasonlóan. 
Kun ezután ismeretlen helyre távozott, augusztus harmadikán, Dombegyházán tartóztatták le, majd harmincadikán szállították Budapestre. A népbíróság elé került, ügyét szeptember 19-én tárgyalták, majd még aznap kötél által kivégezték. Utolsó szava a „kitartás” volt.
Kivégzése előtt részletesen leírta az általa végrehajtott bűntetteket és az azokra adott magyarázatát, egyúttal pedig azt nyilatkozta, hogy megbánta tetteit is. Bűneit az akkori zsidóellenes korszellemmel, a minden ellenőrzést elveszített zűrzavaros helyzettel, a szerinte mindenkiben szunnyadó, belőle a körülmények hatására elszabadult gonosz erővel, afféle ördög általi megszállottsággal magyarázta.